# Hanne Adsbøl
Hanne Adsbøl (* 17. Dezember 1957) ist eine dänische Badmintonspielerin.

## Karriere
Hanne Adsbøl gewann 1982 die Nordischen Meisterschaften im Mixed Steen Skovgaard. 1984 siegte sie bei den dänischen Meisterschaften. Ein Jahr später gewann sie die Czechoslovakian International und die Norwegian International. Auch als Seniorin war sie in der Folgezeit bei Welt- und Europameisterschaften erfolgreich. Unter anderem wurde sie 2014 Senioren-Europameisterin der Altersklasse O55.

## Sportliche Erfolge
| Saison    | Veranstaltung                              | Disziplin   | Platz | Name                                                        |
| --------- | ------------------------------------------ | ----------- | ----- | ----------------------------------------------------------- |
| 1982      | Nordische Meisterschaften                  | Mixed       | 1     | Steen Skovgaard / Hanne Adsbøl                              |
| 1983/1984 | Dänemark: Einzelmeisterschaft der Amateure | Mixed       | 1     | Mark Christiansen, Triton Aalborg / Hanne Adsbøl, Lyngby BK |
| 1983/1984 | Dänemark: Einzelmeisterschaften            | Damendoppel | 1     | Hanne Adsbøl, Lyngby / Kirsten Larsen, Gentofte BK          |
| 1985      | Czechoslovakian International              | Mixed       | 1     | Peter Buch / Hanne Adsbøl                                   |
| 1985      | Czechoslovakian International              | Damendoppel | 1     | Grete Mogensen / Hanne Adsbøl                               |
| 1985      | Norwegian International                    | Mixed       | 1     | Kenneth Larsen / Hanne Adsbøl                               |
| 1985/1986 | Dänemark: Einzelmeisterschaft der Amateure | Mixed       | 1     | Peter Buch, Lillerød / Hanne Adsbøl, Gentofte BK            |
| 1998/1999 | Dänemark: Seniorenmeisterschaften 40+      | Mixed       | 1     | Hanne Adsbøl, Lyngby / Jesper Helledie, Hvidovre            |
| 1999      | Senioren-Europameisterschaft 40+           | Mixed       | 1     | Jesper Helledie / Hanne Adsbøl                              |
| 1999/2000 | Dänemark: Seniorenmeisterschaften 40+      | Mixed       | 1     | Jesper Helledie, Hvidovre BC / Hanne Adsbøl, Lyngby         |
| 2002/2003 | Dänemark: Seniorenmeisterschaften 40+      | Mixed       | 1     | Hanne Adsbøl, Lyngby / Jesper Helledie, Hvidovre            |
| 2002/2003 | Dänemark: Seniorenmeisterschaften 40+      | Damendoppel | 1     | Hanne Adsbøl / Annette Vollertzen, Lyngby                   |
| 2003      | Senioren-Weltmeisterschaft 40+             | Damendoppel | 2     | Anette Vollertzen / Hanne Adsbøl                            |
| 2005/2006 | Dänemark: Seniorenmeisterschaften 45+      | Damendoppel | 1     | Annette Vollertzen / Hanne Adsbøl, Lyngby                   |
| 2006      | Senioren-Europameisterschaft 45+           | Damendoppel | 3     | Annette Vollertzen / Hanne Adsbøl                           |
| 2006      | Senioren-Europameisterschaft 45+           | Mixed       | 1     | Jesper Helledie / Hanne Adsbøl                              |
| 2014      | Senioren-Europameisterschaft 55+           | Damendoppel | 1     | Heidi Bender / Hanne Adsbøl                                 |
| 2014      | Senioren-Europameisterschaft 55+           | Mixed       | 2     | Jesper Helledie / Hanne Adsbøl                              |
| 2015      | Senioren-Weltmeisterschaft 55+             | Damendoppel | 3     | Annette Vollertzen / Hanne Adsbøl                           |
| 2015      | Senioren-Weltmeisterschaft 55+             | Mixed       | 3     | Jesper Helledie / Hanne Adsbøl                              |